# بيلينيات (آن)
بيلينيات (بالفرنسية: Bellignat)‏ هي إحدى بلدية إقليم آن في فرنسا. رمز إنسي لها هو:1031. أما الرمز البريدي لها فهو: 1100.